# Herminium
Herminium là một chi thực vật thuộc họ Orchidaceae. Chi này có các loài sau (tuy nhiên danh sách này có thể chưa đủ):

## Loài
1. Herminium angustilabre King & Pantl., J. Asiat. Soc. Bengal, Pt. 2, Nat. Hist. 65: 131 (1896).
2. Herminium carnosilabre Tang & F.T.Wang, Bull. Fan Mem. Inst. Biol. 10: 32 (1940).
3. Herminium chiwui Tang & F.T.Wang, Bull. Fan Mem. Inst. Biol. 10: 33 (1940).
4. Herminium chloranthum Tang & F.T.Wang, Bull. Fan Mem. Inst. Biol. 10: 34 (1940).
5. Herminium coiloglossum Schltr., Repert. Spec. Nov. Regni Veg. 3: 15 (1906).
6. Herminium ecalcaratum (Finet) Schltr., Repert. Spec. Nov. Regni Veg. Beih. 4: 101 (1919).
7. Herminium glossophyllum Tang & F.T.Wang, Bull. Fan Mem. Inst. Biol. 7: 127 (1936).
8. Herminium haridasanii A.N.Rao, J. Econ. Taxon. Bot. 16: 725 (1992).
9. Herminium jaffreyanum King & Pantl., J. Asiat. Soc. Bengal, Pt. 2, Nat. Hist. 65: 130 (1896).
10. Herminium josephi Rchb.f., Flora 55: 276 (1872).
11. Herminium kalimpongensis Pradhan, Indian Orchids: Guide Identif. & Cult. 2: 680 (1979).
12. Herminium kamengense A.N.Rao, J. Econ. Taxon. Bot. 25: 287 (2001).
13. Herminium kumaunensis Deva & H.B.Naithani, Orchid Fl. N.W. Himalaya: 159 (1986).
14. Herminium lanceum (Thunb. ex Sw.) Vuikj, Blumea 11: 228 (1961).
15. Herminium liguliforme Tang & F.T.Wang, Acta Phytotax. Sin. 1: 61 (1951).
16. Herminium limprichtii Schltr., Repert. Spec. Nov. Regni Veg. Beih. 4: 42 (1919).
17. Herminium longilobatum S.N.Hegde & A.N.Rao, Himalayan Pl. J. 1(2): 47 (1982).
18. Herminium mackinonii Duthie, J. Asiat. Soc. Bengal, Pt. 2, Nat. Hist. 71: 44 (1902).
19. Herminium macrophyllum (D.Don) Dandy, J. Bot. 70: 328 (1932).
20. Herminium monophyllum (D.Don) P.F.Hunt & Summerh., Kew Bull. 20: 51 (1966).
21. Herminium monorchis (L.) R.Br. in W.T.Aiton, Hortus Kew. 5: 191 (1813).
22. Herminium ophioglossoides Schltr., Notes Roy. Bot. Gard. Edinburgh 5: 96 (1912).
23. Herminium orbiculare Hook.f., Fl. Brit. India 6: 129 (1890).
24. Herminium quinquelobum King & Pantl., J. Asiat. Soc. Bengal, Pt. 2, Nat. Hist. 65: 130 (1896).
25. Herminium singulum Tang & F.T.Wang, Bull. Fan Mem. Inst. Biol. 10: 35 (1940).
26. Herminium souliei Rolfe, J. Linn. Soc., Bot. 36: 51 (1903).
27. Herminium tenianum Kraenzl., Repert. Spec. Nov. Regni Veg. 17: 110 (1921).
28. Herminium tsoongii Tang & F.T.Wang, Contr. Inst. Bot. Natl. Acad. Peiping 2: 134 (1934).
29. Herminium yuanum Tang & F.T.Wang, Bull. Fan Mem. Inst. Biol. 7: 129 (1936).
30. Herminium yunnanense Rolfe, Notes Roy. Bot. Gard. Edinburgh 8: 24 (1913).

## Hình ảnh

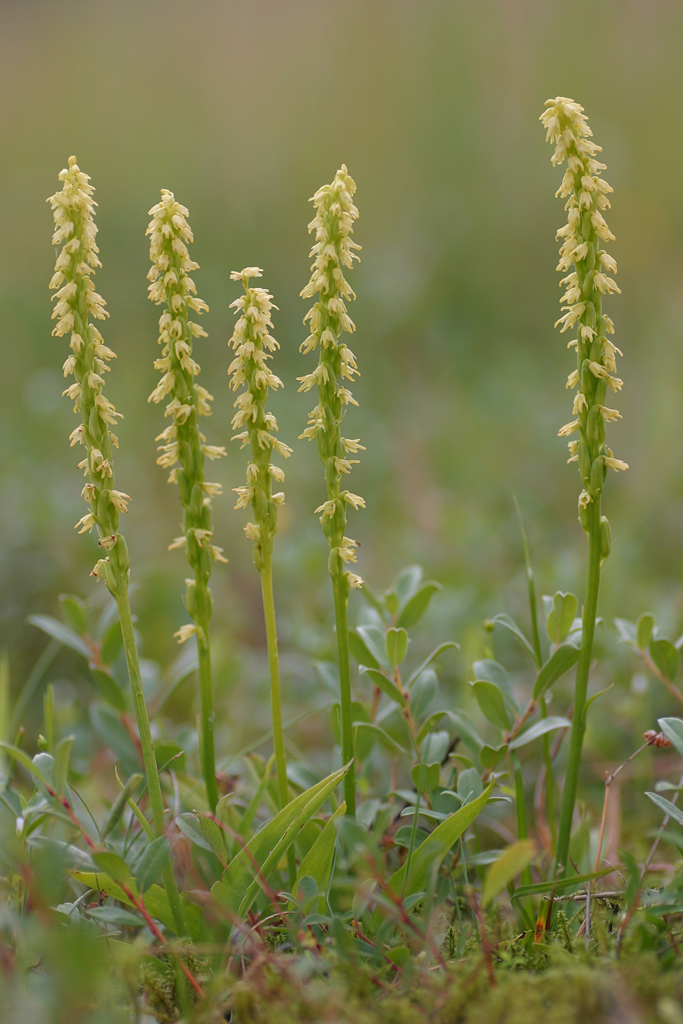
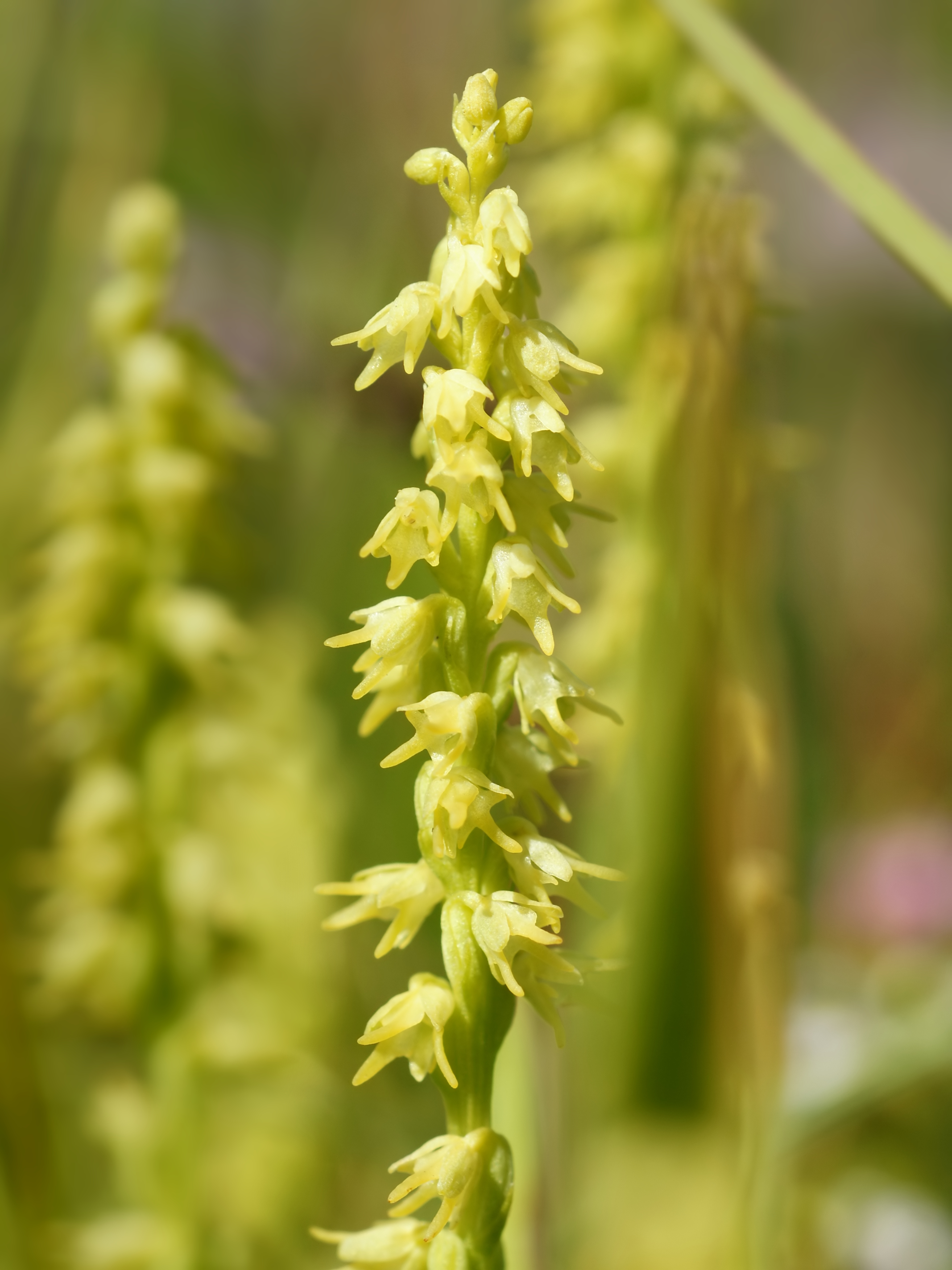
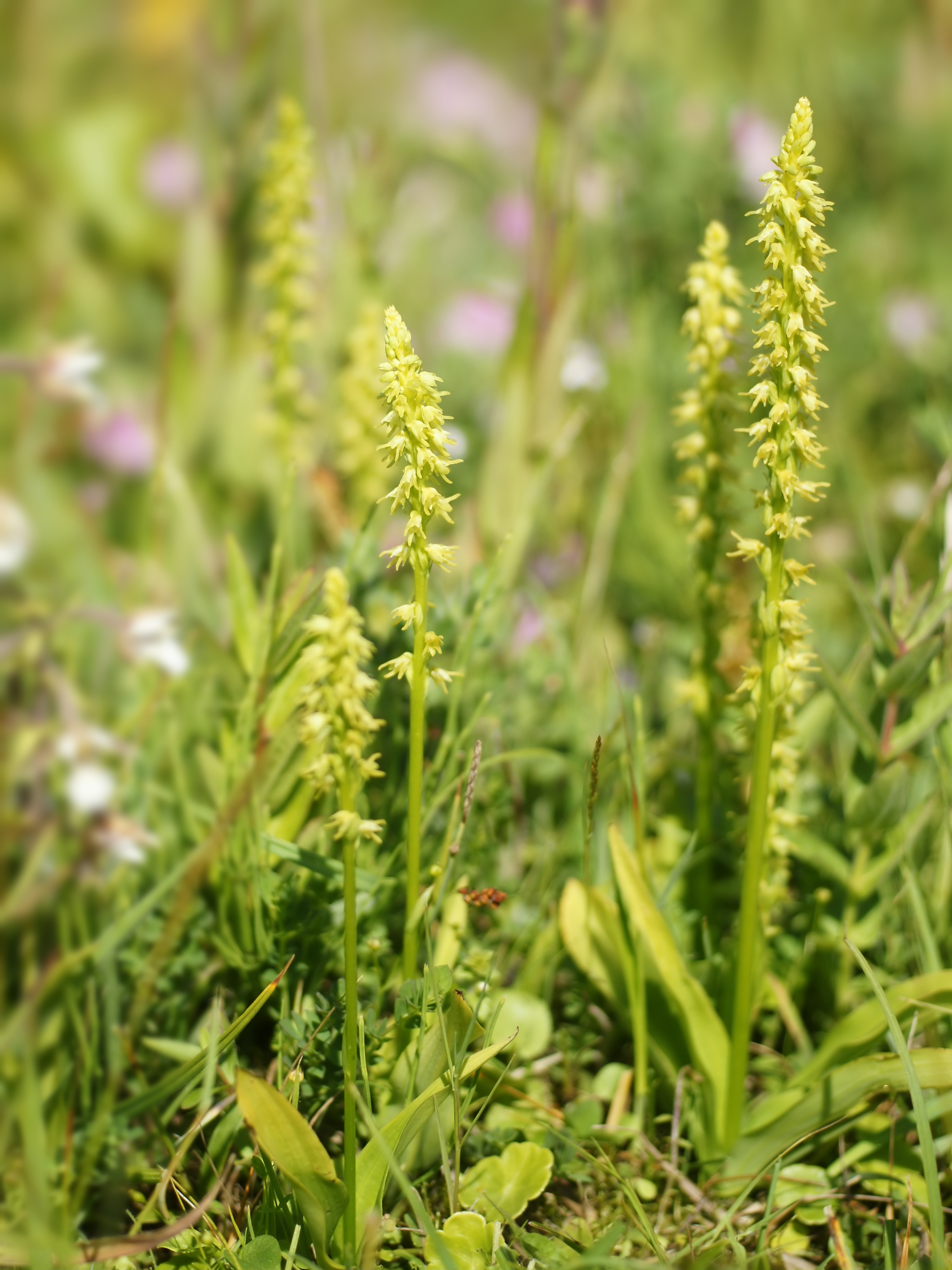